# Omeisaurus
Genre
Espèces de rang inférieur
- † O. junghsiensis Young, 1939 (espèce type)
- † O. changshouensis Young, 1958
- † O. fuxiensis Dong, Zhou & Zhang, 1983
- † O. tianfuensis He, Li, Cai & Gao, 1984
- † O. luoquanensis He, Li & Cai, 1988
- † O. maoianus Tang, Jin, Kang, & Zhang, 2001
- † O. jiaoi Jiang, Li, Peng, & Ye, 2011[2]

- † O. puxiani Tan et al., 2020[3]

Omeisaurus (nom signifiant lézard d'Omei) est un genre éteint de dinosaures sauropodes eusauropodes à très long cou, ayant vécu au Jurassique moyen (étages Bathonien et Callovien) dans ce qui est maintenant la Chine. Son nom est tiré du mont Omei où il a été découvert dans la partie inférieure de la sous-formation de Shaximiao, située au sommet de la formation de Dashanpu dans la province du Sichuan. Il est généralement rattaché à la famille des Mamenchisauridae.

## Historique

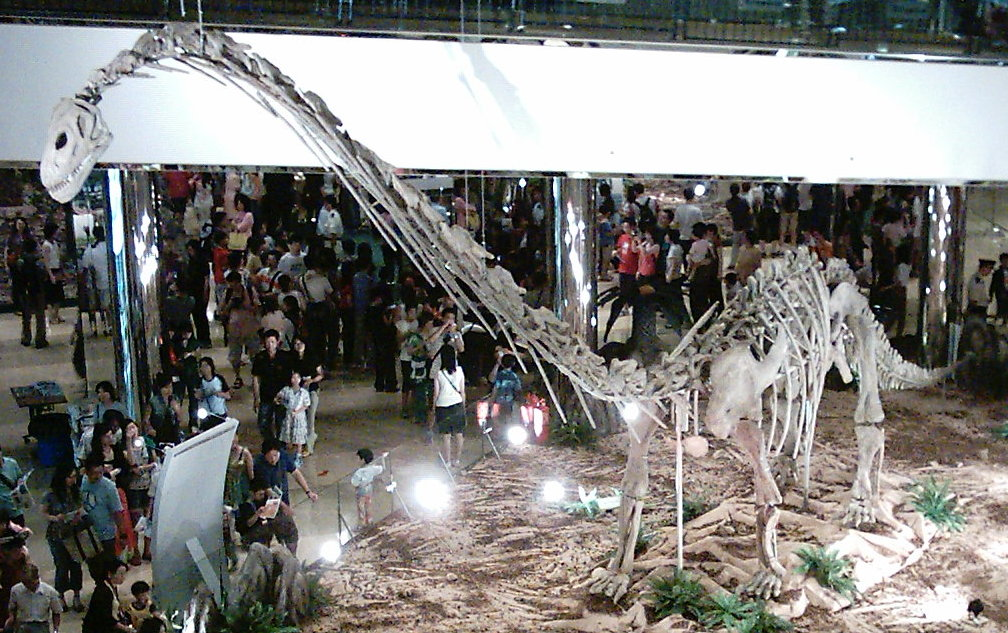
Reconstitution du squelette d'Omeisaurus tianfuensis lors d'une exposition à Hong Kong.

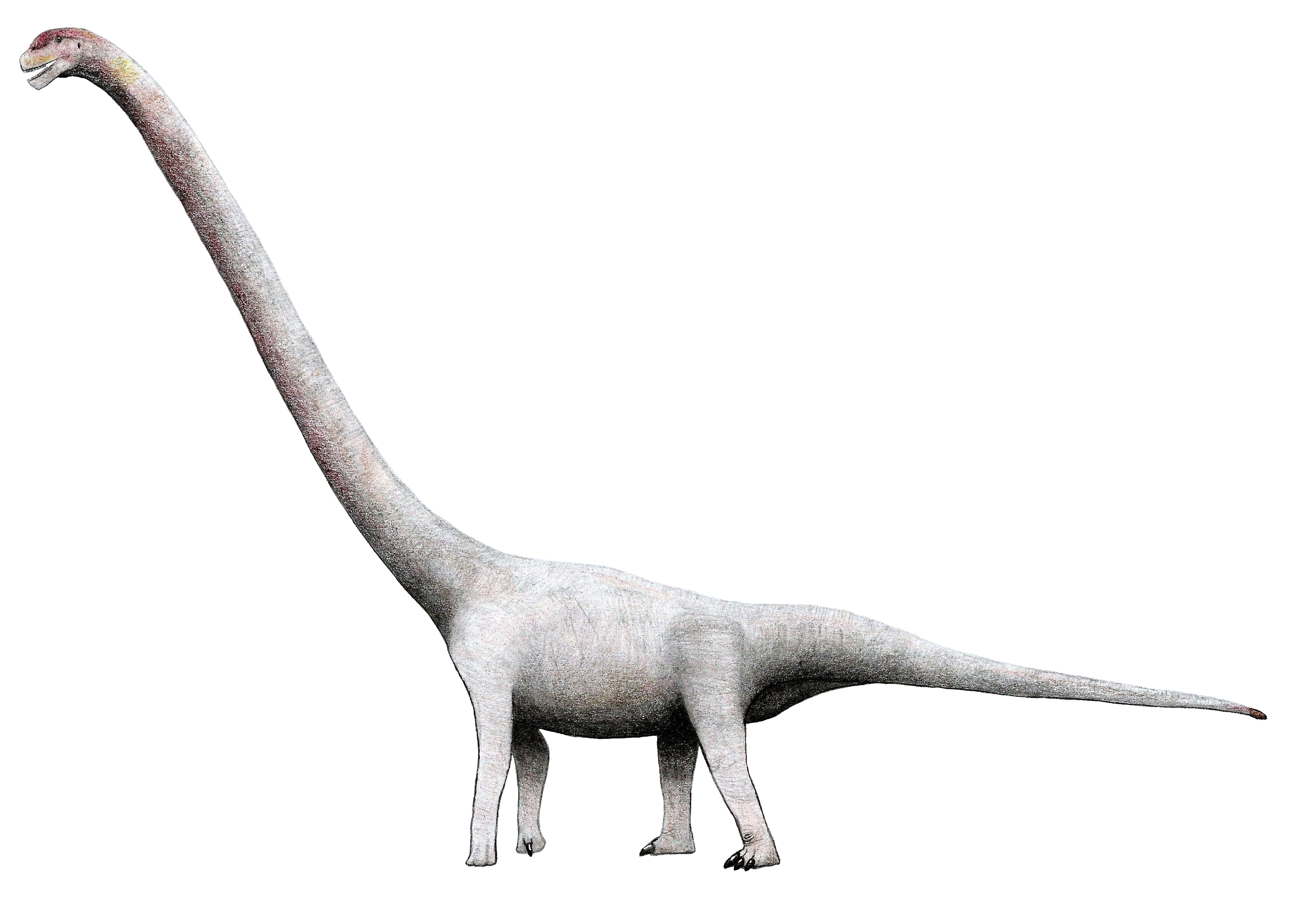
Vue d'artiste d'O. tianfuensis.

Omeisaurus a été décrit pour la première fois en 1939. Il porte le nom d'une montagne sacrée bouddhique, le mont Omei ou Emei Shan, qui est l'endroit où le premier fossile d’Omeisaurus a été découvert. La plupart des squelettes d’Omeisaurus ont été trouvés dans les années 1970 et 1980, au cours de la « grande ruée vers les dinosaures chinois ». Il y a eu six espèces nommées jusqu'ici : O. junghsiensis, O. changshouensis, O. fuxiensis, O. tianfuensis, O. luoquanensis et O. maoianus. Tous ont été nommés d'après les emplacements où ils ont été trouvés. O. fuxiensis était l'espèce la plus petite, mesurant environ 11 mètres de long. O. tianfuensis avait le cou le plus long  du genre, atteignant autour de 9 mètres de long. Le seul dinosaure à avoir eu un cou plus long est Mamenchisaurus.
Des squelettes montés sont exposés au musée des dinosaures de Zigong dans la province du Sichuan et au Muséum de Beipei, près de Chongqing, tous deux en Chine.

## Description
Comme les autres sauropodes, Omeisaurus était un grand herbivore. Il mesurait environ 15 mètres de long, avec un cou pouvant atteindre 9 mètres de long et une masse de 9 tonnes. Il avait un corps volumineux typique des dinosaures au long cou de son sous-ordre. À la différence de beaucoup d'autres sauropodes, ses narines étaient situées près de l’extrémité du museau. Son dos était plus haut au niveau des hanches que des épaules.
Non seulement Omeisaurus avait un long cou, mais il avait aussi plusieurs vertèbres cervicales supplémentaires par rapport à la moyenne des autres sauropodes (17). Les vertèbres elles-mêmes étaient également plus longues et plus grosses. De grands troupeaux d’Omeisaurus parcouraient probablement les campagnes chinoises au Jurassique moyen à côté de stégosauridés tels que Tuojiangosaurus et Chungkingosaurus. Omeisaurus devait être le sauropode le plus courant en Chine durant cette époque.

## Classification
Omeisaurus était autrefois classé comme un membre de la famille des Cetiosauridae, qui a longtemps été un taxon poubelle (« fourre-tout ») avant d'être abandonnée car paraphylétique. L'espèce O. fuxiensis  est parfois confondue avec Zigongosaurus, mais les deux sont basés sur du matériel différent malgré le même nom d'espèce.
Omeisaurus est considéré comme un membre de la famille des Mamenchisauridae où il est placé en groupe frère du genre Mamenchisaurus, au sein du clade des Eusauropoda (Sander et al., 2011).